# Idioctis ferrophila
Idioctis ferrophila is een spinnensoort uit de familie Barychelidae. De soort komt voor in Nieuw-Caledonië.